# 安蒂洛普縣
安蒂洛普县（英語：Antelope County）是美國內布拉斯加州東北部的一個縣。面積2,223平方公里。根據美國2000年人口普查，共有人口7,452人。縣治尼利（Neligh）。
成立於1871年3月1日，縣政府成立於1872年10月。縣名來自州議員利安德·格拉德 （Leander Gerrard）建議縣名時提到一隻他曾獵殺作食用的叉角羚。